# Ảnh hưởng sức khỏe của thuốc lá

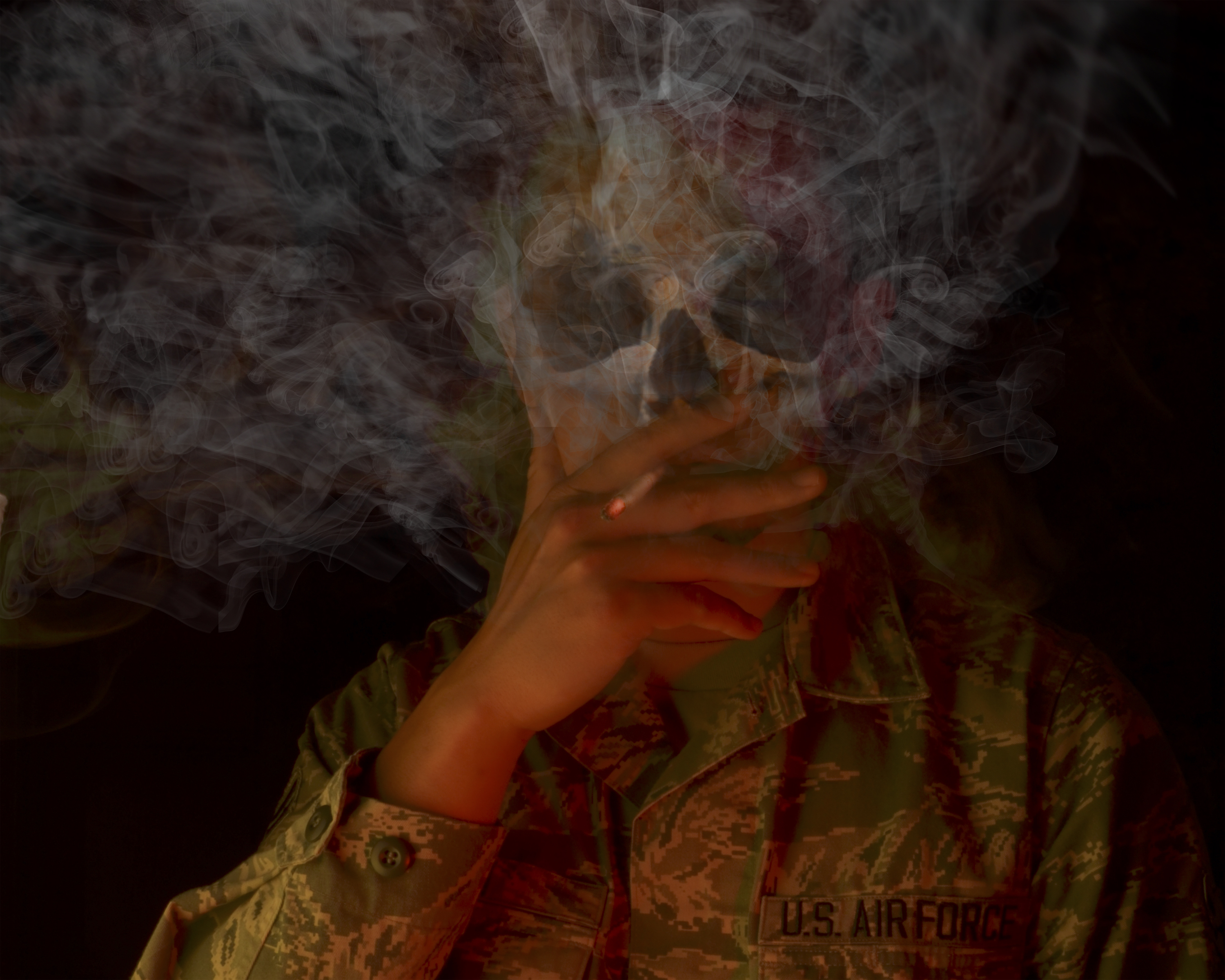
Hút thuốc lá gây hại cho sức khoẻ

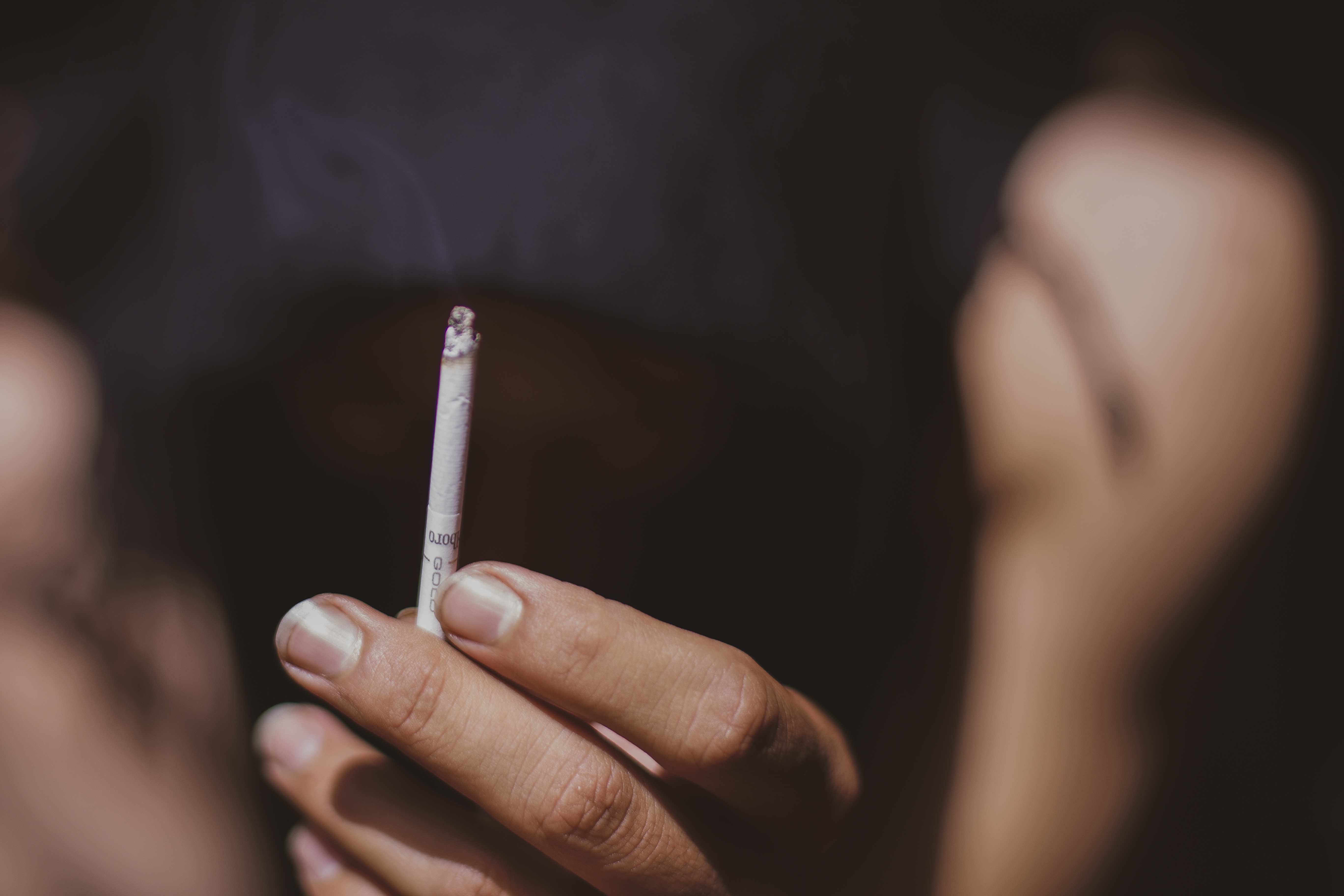
Hút thuốc lá ở Iran

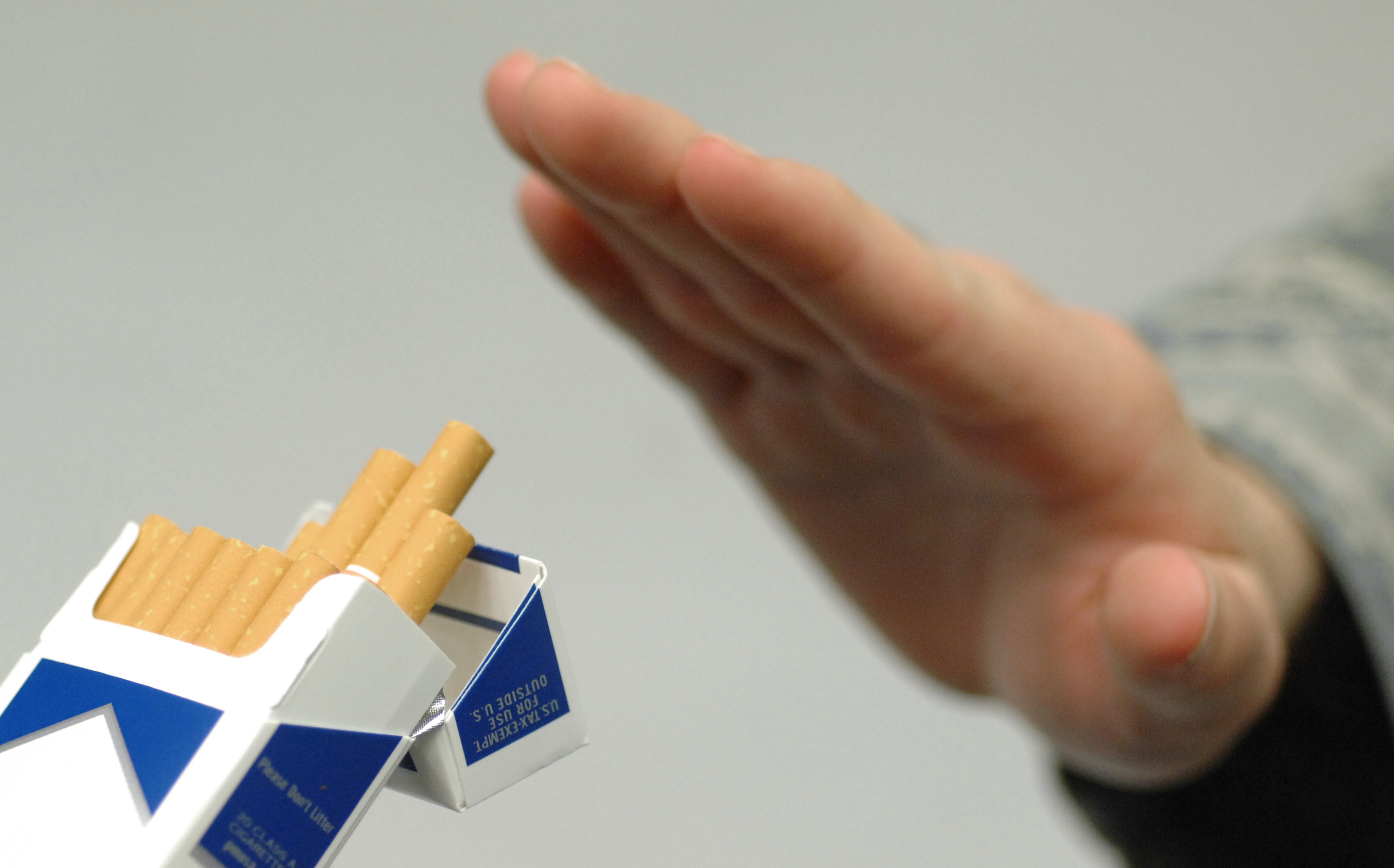
Nói không với thuốc lá (No Smoking)

Việc sử dụng thuốc lá có ảnh hưởng tiêu cực đến sức khỏe con người và mối quan tâm về ảnh hưởng sức khỏe của thuốc lá đã có một lịch sử lâu dài. Các nghiên cứu chủ yếu tập trung vào hút thuốc lá. Khói thuốc lá chứa hơn năm mươi hóa chất gây ung thư. Thuốc lá cũng chứa nicôtin, một loại chất gây nghiện cực cao. Khi hút thuốc lá, nicotine gây ra sự phụ thuộc về mặt thể chất và tâm lý. Thuốc lá điếu bán ở các nước đang phát triển có xu hướng có hàm lượng hắc ín cao hơn và ít có khả năng được lọc hơn, có khả năng làm tăng nguy cơ dễ bị tổn thương đối với bệnh liên quan đến hút thuốc lá ở những khu vực này.
Việc sử dụng thuốc lá là nguyên nhân lớn nhất gây tử vong có thể phòng ngừa được trên toàn cầu. Có đến một nửa số người sử dụng thuốc lá chết do biến chứng của việc sử dụng thuốc lá.Tổ chức Y tế Thế giới (WHO) ước tính mỗi năm thuốc lá gây ra khoảng 6 triệu ca tử vong (khoảng 10% số ca tử vong toàn cầu) với 600.000 ca tử vong ở những người không hút thuốc do hít khói thuốc lá thụ động. Trong thế kỷ 20, thuốc lá ước tính đã gây ra 100 triệu ca tử vong. Tương tự, Trung tâm kiểm soát và phòng ngừa dịch bệnh Hoa Kỳ mô tả việc sử dụng thuốc lá là "nguy cơ có thể phòng ngừa được quan trọng nhất đối với sức khỏe con người ở các nước phát triển và là nguyên nhân quan trọng gây cái chết sớm trên toàn thế giới." Theo một đánh giá năm 2014 trên Tạp chí Y học New England, nếu tình hình hút thuốc hiện tại vẫn tiếp diễn, thuốc lá sẽ gây chết khoảng 1 tỷ người trong thế kỷ 21, một nửa trong số đó trước 70 tuổi.
Việc sử dụng thuốc lá thường dẫn đến các bệnh về tim, gan và phổi. Hút thuốc là yếu tố nguy cơ chính gây nhồi máu cơ tim, đột quỵ, bệnh phổi tắc nghẽn mãn tính (bao gồm khí phế thũng và viêm phế quản mãn tính) và một số bệnh ung thư (đặc biệt là ung thư phổi, ung thư thanh quản và miệng, ung thư bàng quang và ung thư tuyến tụy). Nó cũng gây bệnh động mạch ngoại vi và huyết áp cao.Các ảnh hưởng sức khỏe phụ thuộc vào số năm và số lượng mà người đó hút thuốc. Bắt đầu hút thuốc sớm trong cuộc sống và hút thuốc lá có nồng độ hắc ín cao hơn làm tăng nguy cơ mắc các căn bệnh này. Ngoài ra, khói thuốc lá trong môi trường, hoặc khói thuốc thụ động, đã được chứng minh là gây ra những tác động bất lợi cho sức khỏe ở mọi lứa tuổi. Sử dụng thuốc lá là một yếu tố có mối liên kết chặt chẽ đến sẩy thai ở những người hút thuốc đang mang thai, và góp phần vào một số vấn đề sức khỏe khác của thai nhi như sinh non, nhẹ cân và tăng gấp 1,4 đến 3 lần nguy cơ tử vong ở trẻ sơ sinh (SIDS). Tỷ lệ rối loạn cường dương cao hơn khoảng 85% ở nam giới hút thuốc so với người không hút thuốc. Một số quốc gia đã thực hiện các biện pháp kiểm soát việc tiêu thụ thuốc lá bằng cách hạn chế sử dụng và bán cũng như các thông điệp cảnh báo được in trên bao bì. Ngoài ra, luật cấm hút thuốc ở nơi công cộng như nơi làm việc, nhà hát, quán bar và nhà hàng nhằm giảm tiếp xúc với khói thuốc thụ động và giúp một số người hút thuốc bỏ thuốc lá, mà ảnh hưởng đến kinh doanh của nhà hàng hoặc quán bar. Thuế thuốc lá làm tăng giá cũng có hiệu quả, đặc biệt là ở các nước đang phát triển.